# Tabla de Santo Domingo de Guzmán
La tabla de Santo Domingo de Guzmán es una pieza de la colección permanente del Museo Nacional de Arte de Cataluña procedente de la sacristía de la desaparecida iglesia de San Miguel de Tamarite de Litera. Es considerada como una de las piezas más importantes de la transición del siglo XIII al XIV de la pintura hispánica.

## Historia
El retablo cuenta en su parte superior con una serie de escudetes que hacen referencia a dos familias, una flor de lis de plata sobre fondo de azur, que probablemente sea de alguna familia del entorno leridano, y un escudo de oro con jefe de sable, que pertenece a la Casa de Entenza, heredera del condado de Urgell y con importantes posesiones limítrofes a Tamarite de Litera.

### Llegada a la ermita de San Miguel
A pesar de que la última noticia de su presencia en el ámbito religioso es en la sacristía de la iglesia San Miguel en Tamarite de Litera, ya que Ricardo del Arco y Sebastián de Montserrat y Bondía atestiguan haberlo visto in situ ahí, es probable que el retablo hubiese sido originalmente realizado para algún convento o monasterio dominico del entorno cercano a la población y que posteriormente hubiera sido trasladado a este templo por alguna razón debido a la fuerte vinculación del santo con la comunidad religiosa dominica y la escasa conexión con el arcángel, al igual que su posición secundaria frente al gran retablo del arcángel del templo, que fue construido en el último tercio del siglo XII, estando situado extramuros junto al cementerio, estando por ello bajo la advocación de San Miguel Arcángel y que debido a su mal estado fue derruido a mediados del siglo XX.

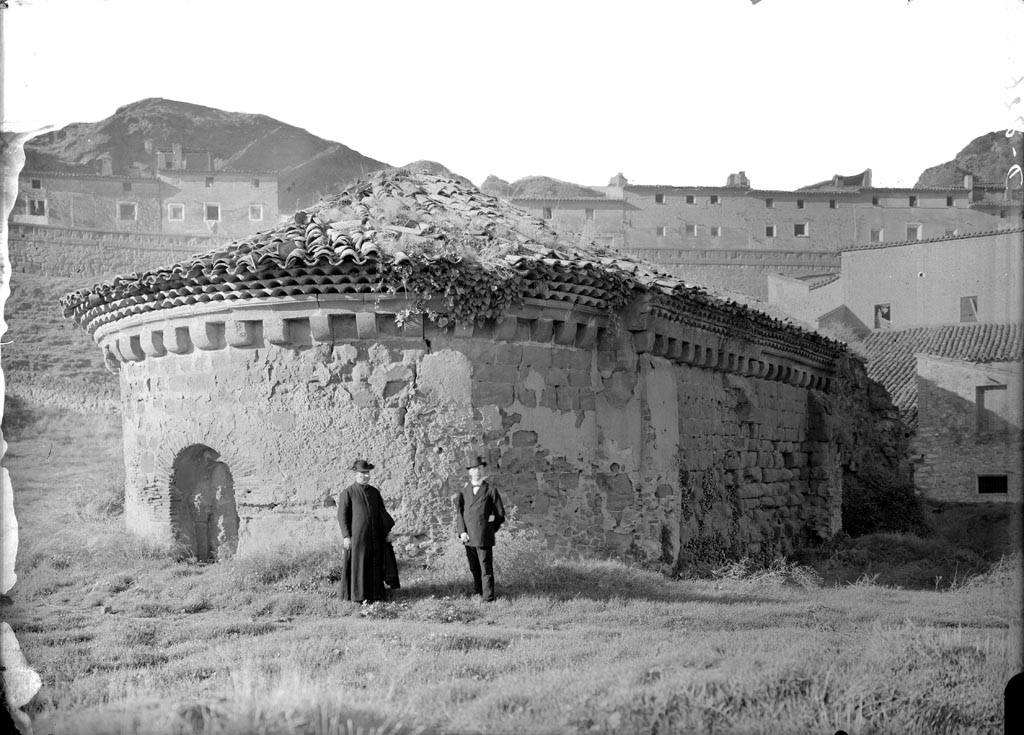
Fotografía de la ermita de San Miguel de Tamarite de Litera realizada por Juli Soler i Santaló, donde estuvo el retablo antes de ser adquirido por un anticuario en Zaragoza.

Sobre el templo de origen de la tabla es muy difícil saber de que templo en específico procedía ya que se ha conservado poca documentación de los mismos y a menudo no se conservan ni los propios edificios como es el caso del convento de dominicos de Huesca y Calatayud, que fueron derruidos por orden real durante la Guerra de los Dos Pedros debido a su cercanía a las murallas y sus entradas, mientras que en el caso del monasterio dominico de Zaragoza los muebles litúrgicos parecen no haberse conservado, ocurriendo en el monasterio de Balaguer algo parecido ya que este fue una de las bases de Fernando de Antequera en su enfrentamiento con Jaime II de Urgel durante el conflicto posterior al Compromiso de Caspe, teniendo que ser reconstruido posteriormente debido al estado de ruina en el que quedó, siendo el lugar original del retablo un lugar de segundo orden no sería la suficiente como para pertenecer al altar de algún centro dominico de primer orden como lo fueron estos, siéndolo en un lugar de advocación secundaria como lo era la Colegiata de Santa María de Tamarite de Litera, ya que en los siglos XV y XVI contaba con una capilla dedicada al santo en el exterior del templo de la que se encargaban los dominicos leridanos y que hoy día se encuentra en la base de la torre del campanario debido a las sucesivas reformas del templo.

### Adquisición por el Museo Nacional de Arte de Cataluña
Fue adquirida en 1907 por la Junta de Museos de Barcelona al coleccionista originario de Madrid Antonio Vives Escudero, quien se lo había comprado previamente a un anticuario de Zaragoza, habiendo estado expuesto en el Museo de la Ciutadella antes de la fundación del MNAC, a donde se trasladó en el 1932 y razón por la cual autores como Ricardo del Arco situaron su adquisición por el entorno museístico barcelonés en esa fecha.

## Descripción
Contiene doce escenas de la vida del santo, seis a cada lado del compartimento central, donde se representa a Domingo de Guzmán de pie, con el libro y un báculo rematado por la flor de lis, los cuales aluden a su castidad y a la devoción del santo por la Virgen María, atributo que comparte con San Francisco de Asís y con San Antonio de Padua. 
Respecto a las escenas que se desarrollan a su alrededor, su gran número pone de manifiesto el importante desarrollo de la narrativa en estas fechas iniciales del gótico en la Corona de Aragón, con la singularización en diferentes escenas de los pormenores de las vidas de los santos, siendo en este caso casi todas fácilmente ubicadas en la principal fuente escrita de la vida del santo dominico, la Leyenda Áurea aunque las dos últimas escenas que se representan en el cuadro no encajan con la hagiografía tradicionalmente asociada al santo dominico.

### La Mula y la Sagrada Forma, devoción local

Saint Antoine et le miracle de la mule de Beccafumi, en la que se representa el milagro de la Mula y la Sagrada Forma

Ubicada en el último panel de la tercera columna de escenas, representa a una mula postrada ante la Sagrada Forma, escena que no se asocia a Santo Domingo sino a San Antonio de Padua, en la que la mula reconocía la presencia de Cristo en la forma a diferencia de su amo y que aparece en otras obras dedicadas a la vida del santo portugués como el Breviario de Leonor de Viseu, actualmente en la Pierpont Morgan Library, pero que solamente aparece como escena de Santo Domingo de Guzmán en el retablo de la Trinidad y la Eucaristía de Vallbona de les Monges, realizado en el siglo XIV.
Esta traslación de una escena vital de un santo a otro limitado temporalmente a los albores del siglo XIV y muy cercano a un foco artístico como era el taller de Lérida en ese entonces hizo pensar en un inicio que fuese una confusión entre los protagonistas pero que debido a la complejidad de las escenas representadas y su riqueza sería una rareza, por lo que se ha especulado que en esta zona existiera una leyenda que atribuyera el milagro de un santo al otro.

### La matrona hereje
La última escena del cuadro, que tradicionalmente se ha asociado con la conversión al cristianismo de una matrona hereje y sus criados tras acoger al Domingo de Guzmán y su compañero durante la Pascua según la Leyenda Áurea, identificación que autores como Gemma Malé Miranda han considerado como errónea ya que en el retablo si bien aparece representada una mujer, esta se encuentra acompañada por dos hombres tonsurados aparte del santo dominico al igual que el gesto que realiza el propio santo con la mano, que es de bendición, hacia la mujer.
Otra historia del santo, que aparece recogida por autores como Gerard Frachet, Rodrigo de Cerrato y Bernard Guy en sus obras, es la de un cura de Châtillon, su hermana y el hijo de esta, quien había fallecido recientemente pero que fue devuelto a la vida por Santo Domingo, a quien le invitaron a un banquete en su honor a pesar de que la mujer sufría de fuertes fiebres de las cuales se curó tras comer una anguila bendecida previamente por el santo, algo que a pesar de que la conservación de la pintura no es la mejor se atisba a ver una figura alargada junto a la mano de la mujer.